# Мичиген Сити (Индијана)
Мичиген Сити (енгл. Michigan City) град је у америчкој савезној држави Индијана.

## Демографија
По попису из 2010. године број становника је 31.479, што је 1.421 (-4,3%) становника мање него 2000. године.
| Група             | 2000.          | 2010.          |
| Белци             | 22.309 (67,8%) | 19.595 (62,2%) |
| Афроамериканци    | 8.657 (26,3%)  | 8.856 (28,1%)  |
| Азијати           | 167 (0,5%)     | 229 (0,7%)     |
| Хиспаноамериканци | 1.035 (3,1%)   | 1.843 (5,9%)   |
| Укупно            | 32.900         | 31.479         |